# ابروسور
ابروسور (نام علمی: Abrosaurus) (به معنی سوسمارجمجمه ظریف یا نرم)، یک دایناسور سوسمارپای گیاه‌خوار مربوط به دوره ژوراسیک میانی می‌باشد. سنگوارهٔ ابروسور در چین کشف شده‌است و در سال ۱۹۸۹ به وسیله اتنیل مارش نام‌گذاری شد. گونه خاص این جنس ابروسور دونگ‌پویی نام دارد.